# Ross Branch
Ross Branch (6 de mayo de 1986, Johannesburgo) es un piloto de rallies botsuano especializado en rally raid en motos, campeón en una ocasión en motos del Campeonato Mundial de Rally Raid de la FIM.

## Carrera Deportiva
Es piloto de rally raid, especialista de enduro, empezando a participar en los rally de Botswana y de Sudáfrica.
Empezó a participar en el Rally Dakar en la edición de 2019, con la escudería KTM, quedando en la posición número 13.
En 2020 ganó su primer etapa en la competición, sin embargo tras perderse en la etapa maratón, quedo vigésimo primero, siendo su último torneo con KTM, cambiando de escudería a Yamaha.
En 2022 empezó a participar del Campeonato Mundial de Rally Raid, en el Rally Dakar con Yamaha y a partir del Abu Dhabi Desert Challenge con Hero.
En 2024 gano la tercer temporada del Campeonato Mundial de Rally Raid en la categoría RallyGP, con un puntaje de 88 puntos y logrando su mejor posición del Rally Dakar siendo superado por Ricky Brabec por diferencia de 10 minutos y 53 segundos y con podio de segundo lugar en Abu Dhabi Desert Challenge superado por Aaron Maré y de tercer lugar en el Rally de Marruecos por debajo de Tosha Schareina y Adrien van Beveren.
En el Rally Dakar de 2025 se retiró de la competencia tras un accidente en la sexta etapa, pese a no tener lesión de gravedad, no pudo terminar la competición.

## Resultados

### Rally Dakar
| Año     | Categoría | Vehículo | Posición | Etapas |
| ------- | --------- | -------- | -------- | ------ |
| 2019    | Motos     | KTM      | 13.º     | -      |
| 2020    | Motos     | KTM      | 21.º     | 1      |
| 2021    | Motos     | Yamaha   | Ret.     | -      |
| 2022    | Motos     | Yamaha   | Ret.     | -      |
| 2023    | Motos     | Hero     | 26.º     | 2      |
| 2024    | Motos     | Hero     | 2.º      | 2      |
| 2025    | Motos     | Hero     | Ret.     | -      |
| Fuente: |           |          |          |        |

### Campeonato Mundial de Rally Raid (FIM)
| Año     | Clase | Categoría | Vehículo | Posición | Puntaje | Victorias |
| ------- | ----- | --------- | -------- | -------- | ------- | --------- |
| 2022    | Motos | RallyGP   | Hero     | 13.º     | 21      | -         |
| 2023    | Motos | RallyGP   | Hero     | 4.°      | 58      | -         |
| 2024    | Motos | RallyGP   | Hero     | 1.º      | 88      | -         |
| Fuente: |       |           |          |          |         |           |